# 1262
1262 (MCCLXII) var ett normalår som började en söndag i den julianska kalendern.

## Händelser

### Juni
- 12 juni – Island erkänner den norske kungens överhöghet över ön. Island förblir i praktiken norskt fram till 1380, då både Norge och Island hamnar under danskt styre, men formellt ända till 1814, då Danmark avträder Norge till Sverige, men Island kvarstår som en dansk provins till 1918, och sedan formellt som stat i union med Danmark fram till 1944.[1]

## Födda
- Elisabeth av Göritz, drottning av Tyskland och ärkehertiginna av Österrike.
- László IV av Ungern, kung av Ungern.

## Avlidna
- al-Mustansir II, abbasidiska kalif.
- Kristina Håkansdotter, norsk prinsessa och spansk kronprinsessa.

### Fotnoter
1. ↑  World Statesmen